# Monte Sissone

Zdjęcie Monte Sissone

Monte Sissone to szczyt w paśmie Bergell, w Alpach Retyckich. Leży na granicy między Szwajcarią (Gryzonia), Włochami (Lombardia). Góra ma kształt piramidy, jednak nie cieszy się zbytnio zainteresowaniem turystów. Szczyt otaczają doliny Valle del Forno (Szwajcaria), Val Sissone (Włochy) i Val Masino. Szczyt, po stronie szwajcarskiej, jest prawie całkowicie przykryty przez lodowiec Forno, po włoskiej natomiast dominują skaliste urwiska.